# Alaksandr Iwanou
Alaksandr Wiktarawicz Iwanou (biał. Аляксандр Віктаравіч Іваноў; ros. Александр Викторович Иванов, Aleksandr Wiktorowicz Iwanow), występujący także jako Ivan (ur. 29 października 1994 w Homlu) – białoruski piosenkarz, reprezentant Białorusi w 61. Konkursie Piosenki Eurowizji (2016).

## Życiorys

### Wczesne lata
Jego prababka pochodziła z Mołdawii. Pochodzi z rodziny o muzycznych tradycjach; jego ojciec i brat również byli muzykami.
W wieku ośmiu lat rozpoczął naukę w szkole muzycznej w klasie gitary klasycznej.

### Kariera
W wieku piętnastu lat założył zespół Brown Velvet, w którym śpiewał i grał na gitarze wraz ze swoim bratem Uładzimirem.

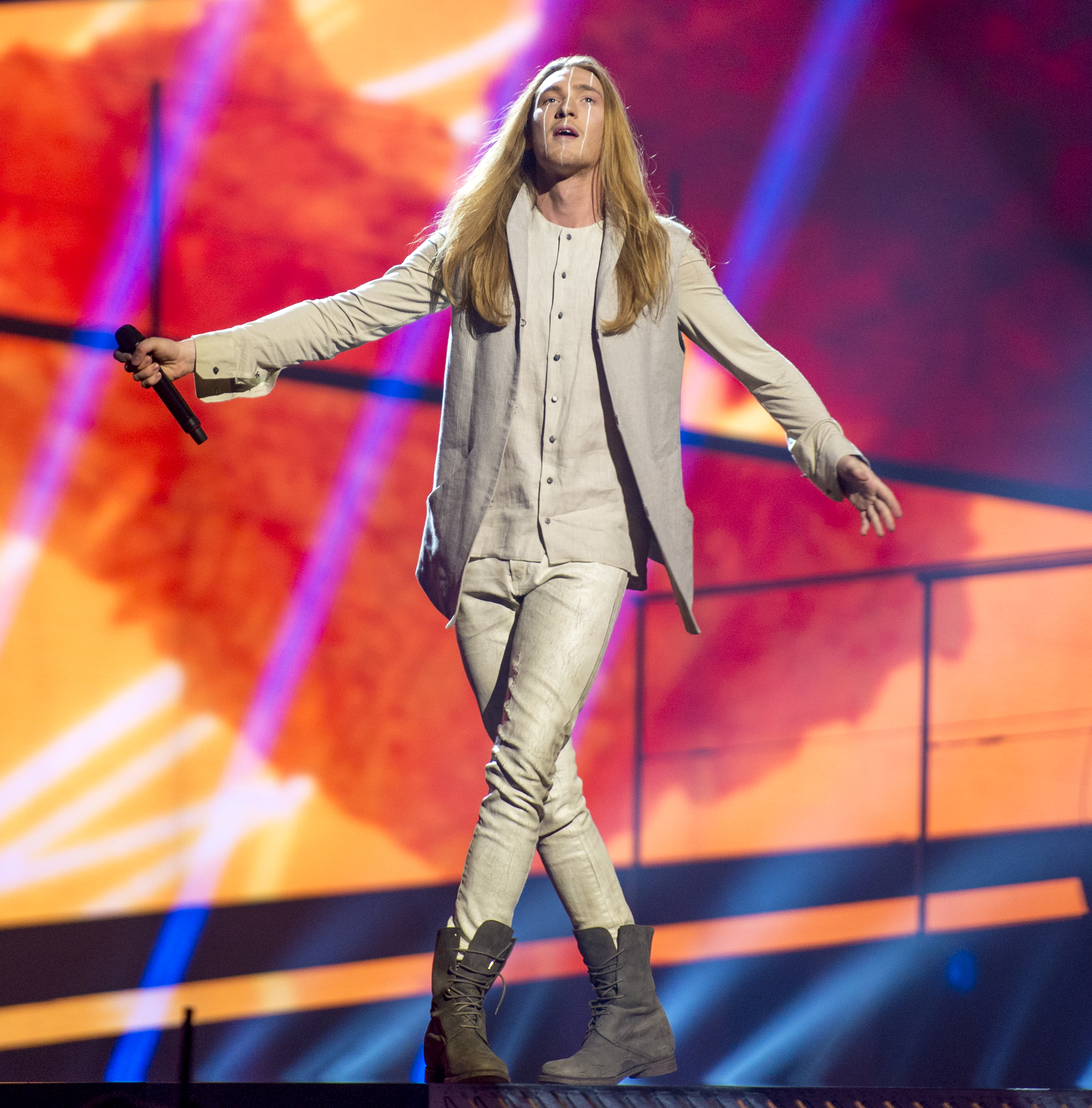
Ivan podczas występu w 61. Konkursie Piosenki Eurowizji w Sztokholmie, maj 2016

W 2009 przeszedł przesłuchania do festiwalu Mass Medium Fest, odbywającego się w Petersburgu. Wystąpił na nim wraz ze swoim zespołem Iwanow, z którym nagrał kilka utworów: „Prodolżaja put”, „Gdie”, „Na wstrecznoj połosie” i „Biełaja dusza”. W tym czasie grał główną rolę w musicalu Romeo i Julia. W 2013 brał udział w drugim sezonie programu Bitwa chorow, będącego rosyjską wersją formatu Clash of the Choirs, zostając członkiem chóru z Petersburga, prowadzonego przez Aleksandra Drobysza. Chór zajął drugie miejsce w finale.
W 2014 wygrał konkurs Piat’ zwiozd w Jałcie. W 2015 zajął drugie miejsce w finale programu Gławnaja scena, będącego rosyjskim odpowiednikiem formatu X-Factor.
W styczniu 2016 z piosenką „Help You Fly” wygrał finał krajowych eliminacji do 61. Konkursu Piosenki Eurowizji, dzięki czemu został wybrany na reprezentanta Białorusi w konkursie organizowanym w Sztokholmie. W marcu wywołał kontrowersje wyznaniem, że planuje wystąpić na eurowizyjnej scenie nago w otoczeniu dwóch żywych wilków, czego zabraniają zasady konkursu. 12 maja wystąpił jako piąty w kolejności w drugim półfinale konkursu i zajął 12. miejsce z 84 punktami, nie kwalifikując się do finału. W czerwcu wydał singiel „Nie streliaj”.
W 2017 wydał teledyski do piosenek: „Kriest i ładoń” (nagranej w duecie z Iriną Allegrową) i „Czużaja”.

### Życie prywatne
Związany jest z aktorką Nastasją Samburską.